# Castello di Leonina
Il castello di Leonina è un complesso architettonico situato nell'omonima località rurale del territorio comunale di Asciano, in provincia di Siena.

## Storia
Un primo complesso fortificato venne edificato dai Senesi nella località di Leonina in epoca medievale. Nel 1234 il luogo fu teatro di una battaglia tra truppe senesi e orvietane nel corso della guerra che vide di fronte le due città per il controllo del territorio: durante l'assedio l'originario complesso venne gravemente danneggiato, tanto che si rese necessaria una sua completa demolizione.
Nel corso del Quattrocento venne edificato nello stesso luogo il castello in stile rinascimentale, venendo trasformato gradualmente, nel corso dei secoli successivi, a fattoria fortificata.
In epoca novecentesca il complesso andò incontro a un lento declino, tanto da risultare inutilizzato nel 1994 durante il censimento effettuato dalla Soprintendenza per i beni architettonici e paesaggistici di Siena e Grosseto del Ministero per i Beni Culturali e Ambientali. Un successivo accurato restauro ha permesso di riportare la struttura architettonica agli antichi splendori; dal 2003 è sede di una struttura ricettiva.

## Descrizione
Il complesso architettonico in laterizi si articola nel suo insieme con una planimetria quadrangolare, cinta da cortina muraria lungo il lato occidentale e lungo il lato settentrionale dove al centro si apre il portale d'ingresso in conci di travertino con arco tondo. Ad ogni angolo si elevano torrette di guardia a sezione quadrata con basi a scarpa: quella nord-orientale si presenta più robusta ed alta delle altre tre.
Il lato orientale del complesso è costituito da un unico corpo di fabbrica a pianta rettangolare, che nella parte sud-occidentale è addossato al corpo di fabbrica che delimita il lato meridionale della struttura architettonica. Nella parte centrale del lato meridionale si sviluppa l'edificio padronale a pianta quadrangolare, che si eleva ad un'altezza superiore di quella degli altri edifici e che sul lato settentrionale rivolto verso la corte interna si addossa a un altro fabbricato.
All'angolo nord-occidentale del cortile interno del castello è presente un monumentale pozzo-cisterna, che originariamente raccoglieva le acque piovane da distribuire ai residenti, interamente rivestito in travertino, dalla forma ottagonale e affiancato da due colonne culminanti con capitello in ordine corinzio.
Presso il castello si trova la chiesa di San Bartolomeo a Leonina che originariamente era parrocchiale.